# 임페라토르
임페라토르(Imperator)는 고대 로마 특히 공화정 시대의 로마군 최고 사령관, 장군의 칭호 또는 로마 제국의 황제 또는 황제권(왕권)을 가진 자의 칭호이다. 공화정 시기에는 대외 전쟁에서 승리를 거둔 군사 지도자의 칭호로 쓰였는데, 자의적으로 해석하면 '임페리움(최고위 명령권)을 유지하는 자'라는 의미로 평시의 '최고 명령권자' 또는 전시의 '최고 사령관'이라는 의미가 된다. 
흔히 로마 제국의 황제라는 의미로 사용되었는데, 그 이유는 임페라토르가 나중에 갈수록 군사의 통치권을 갖게 되었기 때문이다. 그래서 그 군사력 때문에 후기로 갈수록 임페라토르의 권력이 강해지고, 원로원이 임페라토르의 자문 기관이 된 것이다.

## 정의와 특징
본래 임페라토르는 명령권의 소재를 가리키는 말로서, 원로원과 민회로부터 영구적인 임페라토르의 칭호를 받은 율리우스 카이사르 이후 로마 제국의 역대 황제(정확히는 원수元首 즉 제1인자라는 뜻의 프린켑스 princeps)의 개인 이름에 쓰이게 되었다. 이러한 사실로 해서 「아우구스투스」, 「카이사르」 등과 함께 로마에서 최고 권력자의 직함으로 인식되기에 이른다. 예를 들어 약 120년경에 성립된 수에토니우스의 『황제열전』에서는 「황제」를 가리키면서 「프린켑스」, 「카이사르」, 「임페라토르」라는 세 개의 용어를 사용하고 있다.
고대 중국의 「황제(皇帝)」라는 호칭과의 대응관계를 보면 중국의 황제는 자의적으로 「절대신(絶對神)」, 「주재신(主宰神)」을 의미하는 것으로, 기본 이념상 단 한 사람밖에 존재할 수 없었던 것에 비해, 로마의 「카이사르」는 동시에 여러 명이 존재해도 상관없는 것이었다. 타키투스에 따르면 티베리우스의 치세까지는 티베리우스 이외에도 몇 사람에게 「임페라토르」의 칭호가 허용되었던 사례가 있었다. 그러던 것이 차츰 「국가 원수(元首)」만이 사용할 수 있는 칭호로서 고정되었던 것이다.
또한 「임페리움」은 자의적으로 해석하면 「최고 명령권」이지만, 동시에 무거운 권위도 따르고 있었음이 지적되고 있다. 일반적으로 로마인들은 이러한 「권위」를 중시하고 있었다고 여겨지는데, 예를 들어 집정관(콘술)이나 법무관(프라이토르) 등 정국 담당 최고 책임자가 이러한 「임페리움」을 가지고 있다고 여겨졌다. 이 「임페리움」은 후에 가서는 최고 명령권의 대상으로 하나의 피지배 지역 · 민중·정권으로서의 「제국」이라는 뜻을 가지게 되었다.

## 역사적 전개
기원전 209년에 이베리아반도를 제압한 대(大) 스키피오를 「임페라토르」라고 환호한 것이 역사상 최초의 「임페라토르」 칭호의 등장으로 알려져 있지만, 확실하게 확인되는 것은 기원전 189년의 루키우스 아이밀리아누스 파울루스 마케도니쿠스가 「임페라토르」의 칭호로 고시된 사례이다. 폼페이우스가 「임페라토르」라 환호한 사실을 강조하며 그 횟수를 중시하게 되었다고 한다. 일반적으로 대외 전쟁에 이기고 개선식을 하는 장군들을 향해 로마인들은 「임페라토르」라는 환호를 보냈다. 
제국 성립 전의 내란기에는 임페라토르는 군사 지휘권과 밀접하게 관계되어 있었다. 율리우스 카이사르가 종신 독재관(딕타토르)이 되어 단독으로 로마군 최고 지휘권을 잡게 되면서 「임페라토르」를 최초로 영구적인 칭호 및 개인 이름으로 사용하였다. 아우구스투스도 「임페라토르」를 개인 이름으로 사용하긴 했지만, 아우구스투스 이후의 초기 프린켑스(제1인자)들의 경우는 대체로 카이사르와의 개인적인 혈연 관계를 나타내는 「카이사르」라는 칭호 쪽이 더욱 중요성이 높았다고 여겨지는데, 티베리우스부터 칼리굴라, 클라우디우스는 「카이사르」라 밝히면서도 「임페라토르」를 자칭하고 있다. 네로 치세에 「임페라토르」 칭호는 불완전하게 부활하여, 베스파시아누스 이후 황제 이름 앞에 놓이게 되었다. 이후 「임페라토르」는 프린켑스의 칭호로 자리잡았고 「황제」를 의미하기에 어울리는 단어로 변화해 갔다. 동로마 제국 시대에 그리스어가 제국의 공용어가 되고부터는 그리스어로 같은 의미를 가진 「아우토크라토르(αυτοκράτωρ)」가 황제의 칭호로서 사용되었다.
「임페라토르」는 「카이사르」과 더불어 서구에서 「황제」를 뜻하는 단어의 어원이 되었으며, 마찬가지로 로마 제국 시대에 황제를 가리키는 단어였던 「아우구스투스」라는 단어의 영향이 거의 남아 있지 않은 것과 비교하면 대조적이다. 그러나 역사학에서는 「임페라토르」라는 칭호를 가지고 로마 황제의 군주로서의 성격을 논하기보다는 제정(원수정) 초기 아우구스투스와 그 후계자의 위치를 가지고 논하는 경우가 많으며, 임페라토르에 대해서도 제정(원수정) 시기의 로마 황제가 내포하고 있던 다양한 특성의 하나였다는 견해가 일반적이다.

## 같이 보기
- 바실레우스 - 동로마 제국 시대 「황제」를 칭했던 그리스어 칭호
- 차르 - 루스 차르국 시대의 황제의 칭호로 「카이사르」의 러시아어.
- 카이저 - 독일어권의 황제 칭호였다. 「카이사르」의 독일어.